# Aplysina aerophoba
Aplysina aerophoba är en svampdjursart som beskrevs av Giovanni Domenico Nardo 1843. Aplysina aerophoba ingår i släktet Aplysina och familjen Aplysinidae. Inga underarter finns listade i Catalogue of Life.

## Bildgalleri

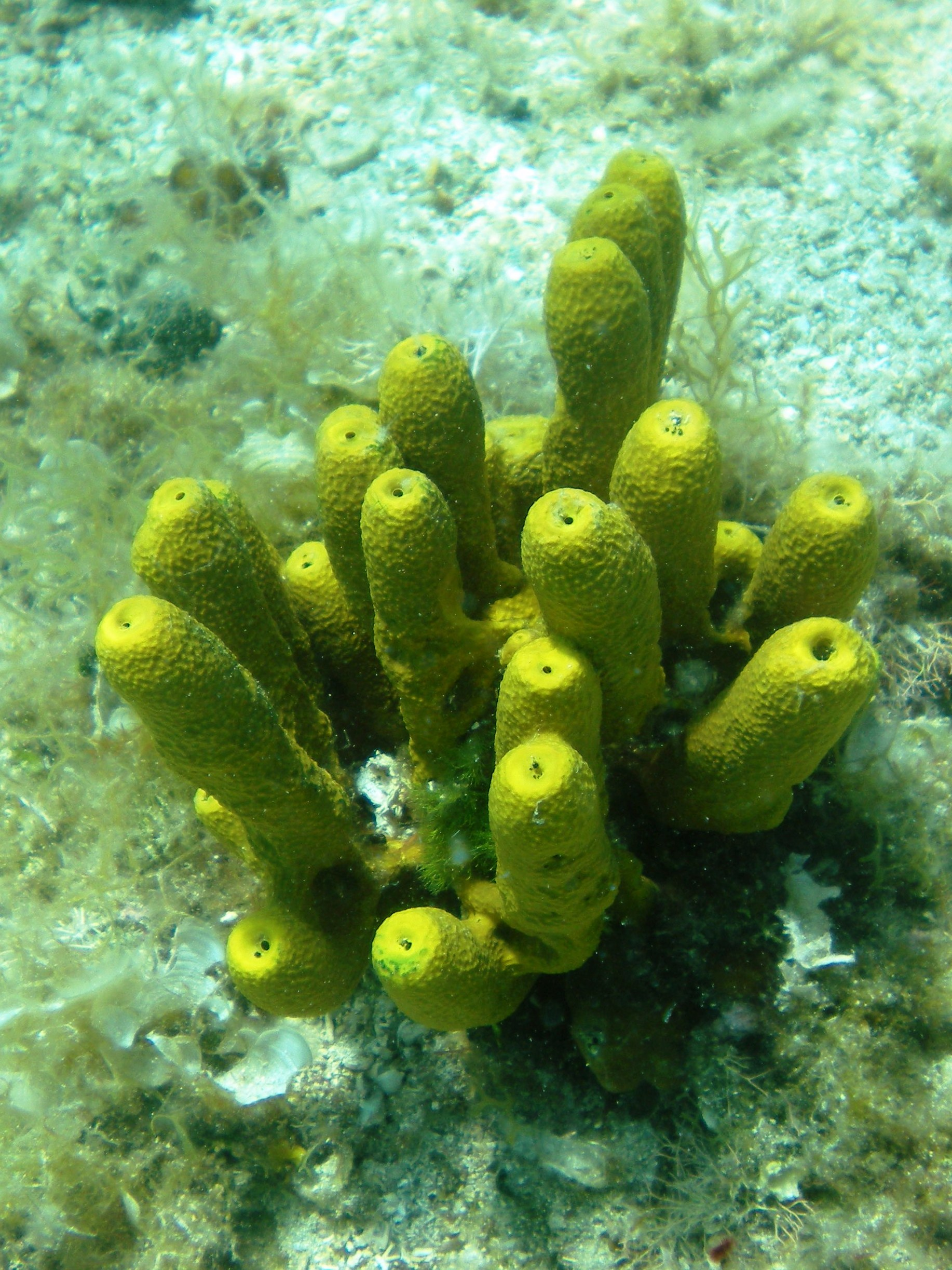
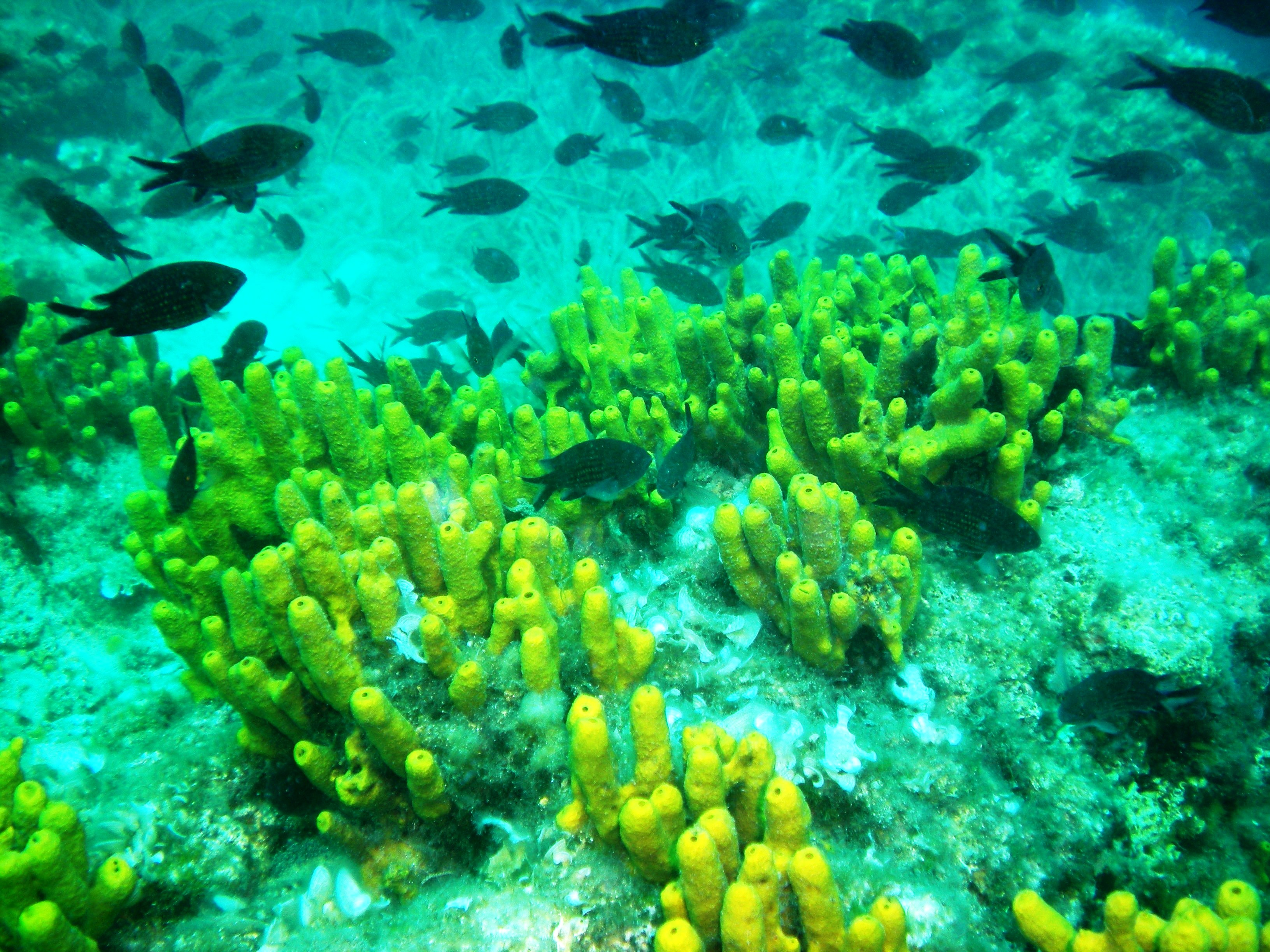